# هيئة المؤهلات الجنوب إفريقية
هيئة المؤهلات في جنوب إفريقيا (SAQA) هي هيئة قانونية ، منظمة بموجب قانون الإطار الوطني للمؤهلات رقم 67 لعام 2008. وتتكون من 29 عضوا يعينهم وزير التربية بالتشاور مع وزير العمل. وهي هيئة مكلفة بواسطة تشريعات للإشراف على تطوير وتنفيذ الإطار الوطني للمؤهلات (NQF).

## الإطار الوطني للمؤهلات
إن الإطار الوطني للمؤهلات هو إطار عمل ، أي أنه يضع الحدود والمبادئ التوجيهية التي توفر رؤية وقاعدة فلسفية وهيكل تنظيمي لبناء نظام المؤهلات. يتم التطوير والتنفيذ داخل هذه الحدود. تقع جميع أنواع التعليم والتدريب في جنوب أفريقيا ضمن هذا الإطار.
وهو اطار وطني لأنه مورد وطني ، يمثل جهدًا وطنيًا لدمج التعليم والتدريب في هيكل موحد للمؤهلات المعترف بها. هو إطار للمؤهلات ، أي سجل إنجازات المتعلم.

## تاريخ الاتشاء
في أكتوبر 1995 ، صدر قانون هيئة المؤهلات في جنوب أفريقيا (رقم 58 لعام 1995) لإنشاء الهيئة، التي كانت مهمتها الرئيسية إنشاء إطار المؤهلات الوطنية (NQF). بدأت الهيئة عملياتها في مايو 1996.